# Козлов, Владимир Александрович (иммунолог)
Влади́мир Алекса́ндрович Козло́в (род. 20 июля 1940, Новосибирск) — советский и российский иммунолог, академик РАМН (2002) и РАН (2013), научный руководитель Научно-исследовательского института фундаментальной и клинической иммунологии (Новосибирск). Заслуженный деятель науки РФ (2000).

## Биография
Владимир Александрович Козлов родился 20 июля 1940 года. В 1957 году поступил в Новосибирский государственный медицинский институт, а окончив его, работал клиническим ординатором, аспирантом, затем младшим научным сотрудником. Он подготовил и защитил кандидатскую диссертацию «Постэмбриональные и пострадиационные сдвиги в иммунокомпетентной ткани животных разных генотипов». В 1970—1981 годах был старшим научным сотрудником и заведовал лабораторией регуляции иммунопоэза Института клинической и экспериментальной медицины Сибирского отделения АМН СССР. В. А. Козлов защитил докторскую диссертацию на тему «Гуморально-клеточные уровни регуляции основных этапов антителогенеза». С 1981 по 1993 год Владимир Александрович работал заместителем директора по научной работе Института клинической иммунологии Сибирского отделения РАМН, затем возглавлял Научно-исследовательский институт клинической иммунологии Сибирского отделения РАМН.
19 февраля 1994 года избран членом-корреспондентом Российской академии медицинских наук (РАМН), а 6 апреля 2002 года — действительным членом РАМН. После слияния в 2013 году РАМН и РАСХН с РАН стал (с 30 сентября 2013 года) академиком Российской академии наук по отделению медицинских наук (секция медико-биологических наук).
В. А. Козлов — почетный вице-президент Российского научного общества иммунологов (1990), академик-учредитель Российской академии естественных наук (1991), председатель проблемной комиссии «Иммунология» (1993), председатель специализированного совета, президент Ассоциации «Анти-СПИД-Сибирь» (1993).
Увлекается художественной литературой, кино, живописью, кулинарией.

## Научная деятельность
В. А. Козлов — специалист по проблемам регуляции иммунного гомеостаза во взаимодействии с нервной, эндокринной и кроветворной системами в норме и при патологии. По результатам его исследований в 1990 году было зарегистрировано открытие «Явление регуляции гуморального иммунного ответа гетерогенной популяцией клеток эритроидного ряда». Выделен иммунодепрессивный фактор, обладающий ингибирующим эффектом на пролиферацию В-клеток. В. А. Козлов — признанный специалист по проблеме иммунорегуляторной функции макрофагов. Им первые в мире показаны модулирующие эффекты продуктов макрофагального происхождения (ИЛ-1, ПГЕ2) на гуморальный ответ in vivo.
В. А. Козлов написал 700 научных трудов, у него есть 9 авторских свидетельств и 8 патентов. Под его руководством подготовлены 15 докторов и 40 кандидатов наук.

## Награды
- Заслуженный деятель науки Российской Федерации» (2000) — за заслуги в научной деятельности[2]
- Знак отличия «За заслуги перед Новосибирской областью» (2003)[3]
- Премия Н. И. Пирогова (РАМН, 1997)
- Заслуженный ветеран Сибирского отделения РАН (18 мая 2015) — в связи с 58-й годовщиной создания СО РАН и за особый личный вклад в выполнение стоящих перед Отделением основных задач

## Семья
- Отец — Козлов Александр Иванович (1893—1970)
- Мать — Козлова Галина Васильевна (1906—1993)
- Супруга — Курышева Нелли Григорьевна (род. 1939)
- Дочь — Величкина Ольга Владимировна (род. 1963)
- Дочь — Демина Дарья Владимировна (род. 1976)